# Книга об исландцах
Книга исландцев (др.-сканд. Íslendingabók) — старейшее из известных исторических сочинений Исландии.

## История написания
«Книга исландцев» была создана около 1125 года исландским учёным Ари Торгильссоном (Ари Учёным). Одним из важнейших источников при написании Книги были сведения очевидцев, в первую очередь Хадльра из Хаукадалура, умершего в возрасте 94 лет в 1089 году, и служившего норвежскому королю Олафу ІІ. Кроме этого, автор опирается на сочинения Беды Достопочтенного, Адама Бременского и некоторых других.

## Содержание
В «Книге исландцев» собраны исторические сведения от времён открытия Исландии и её заселения норвежской родовой аристократией, и вплоть до 1118 года. Первый вариант Книги был переработан самим автором, который убрал из текста генеалогические списки переселенцев и биографии королей Норвегии. Книга исландцев написана на исландском языке, что для XII столетия является редкостью (в ту эпоху языком учёных Европы была латынь).
Большое значение в Книге исландцев уделяется работе альтинга и исландской церкви. Сочинение состоит из 10 глав, пять из которых рассказывают об открытии и заселении страны, о первых законах Исландии и об основании альтинга в 930 году. В главе 6-й повествуется об открытии и освоении Гренландии в 986 году. Самая длинная, 7-я глава говорит о крещении исландцев. Глава 8-я рассказывает о событиях XI века и деятельности иностранных миссионеров в стране. Главы 9-я и 10-я говорят о событиях, произошедших в годах с 1056 по 1118, во времена епископов Ислейфра и его сына Гизурра.
При изложении исторических событий Ари Торгильссон прибегает к так называемой «относительной хронологии», используя в тексте лишь 4 конкретные даты:
- 604 год, когда умер папа Григорий Великий
- 870 год, когда был убит король Англии Эдмунд
- 1000 год, когда умер король Норвегии Олаф I
- 1120 год, когда в Исландии был введён новый календарный счёт.

Все произошедшие события привязываются или к этим датам, или к промежутку между ними (так, заселение Исландии относится к промежутку между 870 и 1000 годом).

## Рукописи
Старейшие из сохранившихся списков «Книги исландцев» относятся к XVII столетию. Йон Эрлендссон сделал две копии «Книги исландцев» для епископа Скалхольта Бриньольфура Свейнссона с рукописи XII века, утраченной, по-видимому, в том же, XVII веке. Манускриптам были присвоены обозначения AM 113 a fol и AM 113 b fol и теперь они хранятся в Árni Magnússon Institute.